# The Settlers
The Settlers (нем. Die Siedler — «поселенцы»; в Северной Америке издавалась под названием Serf City: Life is Feudal, с англ. — «Крепостной город: жизнь феодальна») — компьютерная игра в жанре градостроительного симулятора с элементами стратегии в реальном времени. Разработана и издана немецкой компанией Blue Byte Software в 1993 году для Amiga. В 1994 году была портирована на MS-DOS компаниями Massive Development и Blue Byte Software. В 2018 году игра была переиздана на Microsoft Windows компанией Ubisoft под названием The Settlers: History Edition. Первая часть серии The Settlers.
Целью игры является постройка поселения с самодостаточной экономикой, производство достаточного количества военной силы, завоевание вражеских территорий и, в перспективе, контроль всей карты. Сама игра выстраивается вокруг поселенцев, которые занимаются перевозкой материалов, инструментов и товаров, а также работают в строящихся зданиях. Поселенцами управляет компьютер, игрок отдаёт только общие приказы, вроде строительства новых зданий и изменения приоритетов распределения ресурсов. Важной игровой механикой является строительство сети дорог для формирования эффективной транспортной системы.
The Settlers была коммерчески успешной: за пять лет после выпуска было продано более 400 000 копий. Её нередко называют одной из лучших игр, выпущенных на Amiga; критики хвалят игру за экономическую систему и проработанную взаимосвязь между зданиями, а также за графику и звуковые эффекты, однако критикуют за боевую систему.

## Игровой процесс

Скриншот The Settlers. На экране видна часть поселения игрока, в котором различные здания соединены дорогами. Участки дорог связывают транспортные узлы, обозначаемые флажками, и на каждом участке работает ровно один поселенец

The Settlers является градостроительным симулятором с элементами стратегии в реальном времени, управляемый через интерфейс Point-and-click, в котором основной целью на каждой карте является постройка поселения с самодостаточной экономикой, производство достаточного количества военной силы и завоевание вражеских территорий, а со временем — контроль всей карты. Для достижения этой цели, игрок должен заниматься экономическим микроконтролем, постройкой сооружений и производством ресурсов.

### Режимы игры
В игре есть два режима. Первый представляет собой серию из тридцати миссий, в которых игрок, либо в одиночку, либо в команде с другим игроком, выступает против компьютерных игроков увеличивающейся сложности. Второй — свободная игра, проводящаяся либо на сгенерированной случайным образом, либо на заданной карте, в зависимости от выбора игрока перед началом игры. У игрока есть возможность настроить игру, выбрав количество народов (от двух до четырёх), указав лидера для каждого народа (в игре десять различных лидеров, варьирующихся от мирных и спокойных до воинствующих и агрессивных), уточнив количество сырья, доступного каждому игроку в начале игры, задав интеллект поселенцам и рыцарям каждой расы, а также скорость, с которой поселенцы каждой расы производят товары. Матчи, включающие двух игроков-людей, используют разделённый экран, и второй игрок использует вторую мышь на том же компьютере. Режим для двух игроков позволяет игрокам как объединиться в команду для сражения с одним или двумя компьютерными игроками, так и сражаться друг с другом с участием от 0 до 2 компьютерных игроков.

### Поселенцы и транспортировка
Вне зависимости от режима игры, игра начинается одинаково. Игроку показывается часть карты, как правило — зелёная область, на которой просто вести строительство. Игрок должен построить на ней замок/штаб-квартиру, которая послужит началом поселения. Основной игровой процесс разворачивается вокруг крепостных (называемых «поселенцами»), занимающихся перевозкой материалов, инструментов и товаров, а также заселяющихся в здания и осуществляющих соответствующие задачи. По мере того, как игрок возводит новые сооружения, которые начинают требовать заселения работников, необходимые поселенцы автоматически выходят из замка. По мере развития поселения, лимит поселенцев замка будет рано или поздно достигнут, и игроку нужно будет построить склад для рождения новых поселенцев. По ходу матча у игрока ни разу не возникает необходимость вручную управлять отдельными поселенцами — вместо этого он отдаёт общие приказы (такие, как заказ строительства нового здания), которые обрабатывает искусственный интеллект, раздавая приказы отдельным поселенцам.
Важной игровой механикой является строительство сети дорог для формирования эффективной транспортной системы, так как любой поселенец, занимающийся переноской товаров, может ходить только по дорогам. Для строительства дороги игрок должен сначала установить флаг, а затем вручную проложить к нему дорогу путём ответа на серию запросов от игры, уточняющих, в каком направлении лучше всего вести дорогу. Для максимальной эффективности перевозок игрок должен установить как можно больше флагов на каждом маршруте. Между флагами существует минимально допустимое расстояние, а сами они и служат транспортными узлами: поселенец донесёт предмет до флага и положит его там, после чего другой поселенец поднимет предмет и понесёт его дальше, что позволит первому поселенцу вернуться к предыдущему флагу и взять следующий предмет. Чем больше флагов установил игрок, тем больше поселенцев будут работать на одной дороге и тем меньше расстояния придётся преодолевать каждому из них, — таким образом, поселенец раньше перенесёт текущий товар и вернётся за следующим, что снизит накопление предметов на каждом флаге. На случай, если у флага лежит более одного предмета, в игре есть настраиваемая система приоритетов товаров, определяющая порядок, в котором предметы должны быть перевезены. Аналогично дорогам могут быть установлены и водные пути через узкие участки воды, однако поселенцам нужна будет лодка, чтобы работать на этих участках.

### Экономика
Экономика находится под контролем игрока и может быть настроена по ходу игры несколькими способами. Например, игрок может контролировать распределение товаров, выбирая, сколько ресурсов будет перенаправлено в те или иные строения, в пяти разных категориях: еда, древесина, железо, уголь и пшеница. Аналогичным образом игрок может выбрать, когда создавать какие инструменты; увеличение приоритета конкретного инструмента заставит поселенцев производить его первым. Производство инструментов важно, так как все строения требуют как сырьё, так и поселенцев с нужными инструментами. Например, если игрок построил кузницу, а она пустует несмотря на наличие свободных поселенцев в штабе, ему нужно будет произвести клещи в мастерской инструментов.

### Армия
Единственный способ расширить территорию игрока — построить военное сооружение рядом с границей. Каждое сооружение потребует хотя бы одного рыцаря в гарнизоне для расширения территории. Рыцари автоматически создаются из доступных поселенцев, и каждому солдату нужен меч и щит. После того, как рыцари вступают в гарнизон, им можно поставлять золотые монеты, что увеличит их мораль, благодаря чему они будут сражаться более яростно. Рыцари так же могут повышать свой ранг путём тренировок в замке или при расположении в зданиях, при этом тренировки в замках будут быстрее.
Игрок может контролировать состав своей армии: свободно менять количество поселенцев, становящихся рыцарями; настраивать ранги рыцарей на первой линии обороны; а также устанавливать, какая часть рыцарей каждого строения может использоваться для нападения, какая их часть встречает врагов, если близлежащие строения находятся под атакой, а какая часть занимает позиции в строениях: не видных для врага; видных для врага, но не доступных для атаки; строениях под угрозой атаки; атакуемых строениях. Также игрок может приказать низкоранговым рыцарям покинуть военное сооружение и вернуться в замок, чтобы их место могли занять высокоранговые рыцари.
Чтобы атаковать вражеское сооружение, игрок должен кликнуть на него и выбрать количество юнитов, отправляемых в атаку. Если юниты игрока одержат победу надо всеми солдатами, размещёнными в здании, они займут это здание и захватят близлежащую территорию соответствующего радиуса. Защита строений проводится автоматически: как только здание атакует вражеский рыцарь, из здания выходит один из размещённых в нём рыцарей для обороны.

## Разработка
Фолькер Вертих, геймдизайнер и программист игры, при создании The Settlers изначально вдохновлялся такими играми, как Little Computer People, Populous и SimCity. Поначалу он намеревался создать игру, похожую на существующие симуляторы бога, и ранняя разработка игры велась именно с такой целью. Однако, движимый желанием создать что-то новое, Вертих отбросил свой первый концепт и решил сфокусироваться на создании игры с симуляцией сложной экономической системы, геймплей которой был бы выстроен вокруг симуляции реального закона спроса и предложения. Для этого он существенно изменил концепцию сырья в The Settlers. В большинстве других игр ресурсы доступны игрокам без необходимости много работать над их производством. В The Settlers, напротив, игрок ответственен за сырьё, так как на нём построена экономическая система, — игроку приходится строить и поддерживать каждое звено в цепочке производства. Например, для создания оружия игроку нужны железная руда и уголь, единственный способ добыть которые — построить шахты. Однако, чтобы шахтёры работали, они должны быть накормлены, а потому игрок должен производить хлеб. Это возможно только в том случае, если игрок построил ферму для выращивания зерновых культур, которые в дальнейшем могут быть перемолоты в муку, и колодец, чтобы добывать воду, которая, как и мука, нужна для производства хлеба. По словам продюсера игры Томаса Герцлера, движущим фактором большую часть процесса разработки было желание «создать экономическую симуляцию так, чтобы она не была скучной».
Создание такой игры оказалось довольно сложной задачей, которая потребовала двух лет разработки. Большая часть этого времени была потрачена «на обучение компьютера основным аспектам работающей экономической системы». Менеджер проекта Стефан Пясецкий объяснял затянувшийся цикл разработки «огромным количеством данных, которые необходимо было внести. The Settlers не похожа на большую часть игр, в которых у игрока есть один или два персонажа, которых он ведёт через всю игру. Мир The Settlers — уникальное место со всеми элементами реального мира». Вертих в течение года занимался программированием игры, написав 70 000 строк кода, до того, как началась какая-либо работа над графикой игры.
Самым большим вызовом для него стало обучение компьютера пониманию и качественной симуляции концепции спроса и предложения, которая, за исключением постройки нужных сооружений, полностью осуществляется без ведома игрока. Пясецкий объяснял: «если рядом с мельницей находится ферма, программа должна проверять, есть ли у мельника возможность перемалывать больше зерна. Если такой возможности нет, зерно должно относиться в другую мельницу. Но что если улицы переполнены? Компьютеру приходится искать лучший путь сбыта зерна фермера». В дальнейшем он заявил:
Всё, что не делает человек, приходится делать компьютеру. Люди занимаются своей повседневной работой до тех пор, пока игрок не даёт им новых приказов. Фактически вы создаёте компьютерного игрока для помощи живому игроку. Затем вам приходится создать мощного компьютерного оппонента, против которого можно играть; это огромный объём вычислений для компьютера, так как он должен управлять всеми маленькими человечками, и командовать армиями, и принимать во внимание экономический учёт. И поскольку игра работает в реальном времени, она не может замедляться каждый раз, когда на экране происходит много вещей сразу.
Количество действий, которое могла обрабатывать игра в реальном времени, различалось в зависимости от того, какую модель Amiga использовал игрок — от этого зависел предел количества поселенцев в игре. Возможностей Amiga 500 хватало на поддержку 8000 поселенцев, а Amiga 1200 могла поддерживать до 16 000 поселенцев, а с установленной дополнительной оперативной памятью — до приблизительно 64 000. Всего, в силу того, что игра использовала 16-битные целочисленные переменные, максимальное число поселенцев равнялось 65 536, однако поскольку любая карта, способная содержать столько поселенцев, должна оставлять задел для четырёх народов, максимальное количество поселенцев, которое мог контролировать один игрок, составляло 16 384.
В игре есть 25 возможных ролей для поселенцев, каждая из которых имеет уникальный внешний вид и анимации. Однако голова поселенца занимала всего 5x5 пикселей, поэтому пространство для создания 25 различных видов людей у художника Кристофа Вернера было очень ограничено. Кроме того, приблизив камеру, игрок слышал различные звуковые эффекты, в зависимости от того, на какую часть поселения он смотрел. Всё это разнообразие вносило сложности при программировании игры. В режиме свободной игры, при выборе случайной карты, игроку было доступно 270 миллиардов слегка отличающихся друг от друга карт.
Проблемы возникли и при портировании игры на MS-DOS, которое осуществляли компании Blue Byte и Massive Development. Томас Хаузер, занимавшийся обеспечением качества при работе над игрой и в дальнейшем работавший менеджером проекта для The Settlers II, обяснял: «исходный код игры на Amiga был абсолютно недокументирован. Чтобы перенести его, мы выделили команду, которая написала компилятор для языка ассемблера Amiga. С помощью него исходный код на Amiga был перенесён в ассемблерный код на ПК, и в дальнейшем дизассемблирован. Такой подход, разумеется, был очень сложным и вызвал ошибки». Единственным существенным графическим различием между версиями для MS-DOS и Amiga заключалось в цветовой гамме: версия для Amiga использовала режим Amiga Halfbrite, версия для DOS же была ограничена 8-битным цветом.

## Критика
| Иноязычные издания       | Иноязычные издания                    |
| Издание                  | Оценка                                |
| ------------------------ | ------------------------------------- |
| CGW                      | (MS-DOS)                              |
| Dragon                   | (MS-DOS)                              |
| PC Gamer (US)            | 75 % (MS-DOS)                         |
| Amiga Computing          | 93 %                                  |
| Amiga Format             | 94 %                                  |
| Amiga Power              | 88 %                                  |
| Amiga User International | 97 %                                  |
| CU Amiga                 | 90 %                                  |
| The One                  | 90 %                                  |
| PC Games                 | 82 % (MS-DOS)                         |
| PC Player                | 83 % (MS-DOS)                         |
| Награды                  |                                       |
| Издание                  | Награда                               |
| Amiga Joker              | Best Game, Best Strategic Game (1994) |

The Settlers приводится как одна из лучших когда-либо созданных игр на Amiga. На 1994 Reader's Choice Awards журнала Amiga Joker она выиграла награды «лучшая игра» и «лучшая стратегическая игра». В 1996 году Amiga Power поставила игру на 25 место в списке «Amiga Top 100». В 2010 году польское издание журнала CHIP поставило игру на первое место в своём списке десяти лучших игр на Amiga. В 2011 году журнал Wirtualna Polska поставил игру на 16-е место в списке «30 лучших игр на Amiga».
Игра была коммерчески успешной. К июню 1996 года было продано более 215 000 копий по всему миру на обоих системах, что намного превысило ожидания Blue Byte. В мае 1998 года количество проданных копий превысило 400 000.
После релиза The Settlers получила положительные отзывы критиков, особенно на Amiga, где получила большее внимание критиков, нежели на MS-DOS. Критики положительно отзывались об экономической системе игры и проработанности связей между строениями, а также графике и звуковых эффектах, однако критиковали игру за её боевую систему.
Журнал Amiga User International присудил игре 97 %, назвав её «настоящим шедевром» и «потрясающим произведением программирования, которое могло быть создано только творческими талантами высшего порядка». Рецензент сравнил игру с Populous в хорошем ключе, назвав её лучшим когда-либо созданным симулятором бога, написав: «The Settlers заложил новые основы программирования и годами будет служить ориентиром для всех будущих разработчиков программного обеспечения». Особая похвалы удостоились взаимоотношения между различными строениями и сложность экономической системы. Роб Мид из Amiga Format оценил игру в 94 %, присудил ей награду «Amiga Format Gold» и назвал «серьёзной заявкой на игру года». Он также похвалил экономическую систему и связи между строениями, сказав «игра излучает качество». Также Роб назвал графику и звуковые эффекты особенно достойными упоминания.
Симон Клаус из Amiga Computing оценил игру в 93 %, присудил ей награду «Gamer Gold» и написал: «она содержит одно из самых продуманных взаимодействий между игроком и персонажами из всех, что когда-либо было доступно на Amiga». Он также похвалил экономическую систему, связь между строениями, графику и звуковые эффекты, а также посчитал, что игра лучше, чем Populous, написав: «с учётом того, как много игр этого типа выходит, очень живительно видеть настолько свежий и увлекательный продукт». Тони Диллон из Commodore User Amiga присудил игре 90 % и присудил ей награду «Amiga Screen Star». Он усомнился в принадлежности игры жанрам «симулятор бога» и «градостроительный симулятор», назвав её игрой новой жанра, так комбинирующей идеи других жанров, как никто до неё не делал. Он особенно похвалил разнообразие игрового процесса, заявив: «в основной игре так много вариативности, что вы очень удивитесь, если когда-либо сыграете одну и ту же игру дважды». Он также высоко отозвался о звуках и графике.
Симон Байрон из The One присудил игре 90 %, написав: «это определённо та игра, в которую вы тут же влюбитесь». Его единственным критическим замечанием игре была крутая кривая обучения; по его словам, названия зданий на экране могли бы облегчить вход игрока в игру. Марк Уинстэнли из Amiga Power оценил игру в 88%, сравнив её с Populous, A-Train и SimCity в позитивном ключе и написав: «The Settlers похожа на кучу вещей, и всё равно умудряется быть уникальной игрой, что в наше время по-настоящему редкое и приятное явление». Он похвалил использование графиков и диаграмм в интерфейсе, а также внимание к деталям в визуальной части игры. Он закончил рецензию, назвав игру «остроумной, художественной и детализированной, вплоть до последнего листика и удочки. Она настолько сложная и настолько простая, насколько вы хотите, и очень затягивающая».
Роберт Л. Хейз из Computer Gaming World поставил MS-DOS-версии игры оценку 4,5 из 5, похвалив игру за сложность экономической системы и взаимосвязанность строений, а также назвав игру «вероятно, наиболее реалистичной средневековой экономической моделью, когда-либо перенесённой в компьютерную систему». Он был также впечатлён интерфейсом игры, графикой и анимациями. Однако он назвал боевую систему «скучной и предсказуемой», раскритиковав ограниченный контроль, которым располагает игрок. Йорг Лангер из PC Player оценил игру в 83 %, посчитав её намного более лучшей игрой, чем Populous II. Похвалив экономическую систему и взаимосвязанность строений, графику и интерфейс, он также раскритиковал как VGA, так и SVGA-режимы игры, заявив, что VGA-режим не даёт достаточного обзора, а на SVGA меню и иконки становятся слишком мелкие. Он также раскритиковал то, что на боевую систему «невозможно повлиять».
Петра Мауэрёдер из PC Games присудила игре 82 %, написав «я ожидала намного большего». Хотя она похвалила графику и звуковые эффкекты, ею были раскритикованы репетативность игры: «спустя всего несколько дней, мотивация существенно падает, поскольку задачи становятся рутинными». Она также раскритиковала темп игры, объяснив это тем, что большую часть игрового времени роль игрока «сокращается до пассивного набллюдателя». Она посчитала, что игра во всём уступает SimCity 2000. Лиам Макдональд из PC Gamer присудил игре 75%, заявив, что игра «весёлая и умеренно сложная, однако она могла быть и лучше». Критике подверглись отсутствие юмора, запутанный интерфейс, невозможность влиять на исход сражения и отсутствие геймплейной глубины. Он заключил: «она является лёгкой, пусть и увлекательной, игрой».

## Сиквелы
Игра сформировала серию The Settlers и стала одной из самых продаваемых франшиз Blue Byte. После успеха первой игры, Blue Byte сразу начала работу над сиквелом, собирая обратную связь от фанатов и работая над теми аспектами, которые им не понравились или которые они считали возможным улучшить.
Помимо официальных игр, The Settlers вдохновила свободную игру с открытым исходным кодом Widelands, опубликованную под GNU General Public License. Widelands написана на C++ и построена на библиотеке SDL, разработка началась в 2001 году. Игра была вдохновлена The Settlers, и, в большей степени, The Settlers II, но является новой игрой с самостоятельным сюжетом, народами, строениями, графикой и геймплеем.
В августе 2018 года Ubisoft перевыпустила оригинальную игру под названием The Settlers: History Edition. Игра оптимизирована под Windows 10 и включает ряд новых функций: регулируемая скорость игры, настраиваемое разрешение, настройки ввода мыши, клавиатуры и контроллера, переназначение кнопок клавиатуры и контроллера, и поддержка различных устройств для разделённого экрана, позволяющая играть с любыми комбинациями ввода мыши, клавиатуры и контроллера (например, один игрок может использовать мышь, а второй — контроллер). В ноябре обновлённая версия была включена в The Settlers: History Collection, сборник игр, приуроченный к 25-летию серии. Сборник доступен только в Uplay и также включает переиздания The Settlers II, The Settlers III, The Settlers IV, The Settlers: Heritage of Kings, The Settlers: Rise of an Empire и The Settlers 7: Paths to a Kingdom.